# Sonnenblumenfruchtfliege
Die Sonnenblumenfruchtfliege (Strauzia longipennis, Syn.: Trypeta longipennis, Wiedemann, 1830) ist eine Fliege aus der Familie der Bohrfliegen (Tephritidae).
Sie ist ein aus Nordamerika stammender Schädling an Sonnenblumen (der Gattung Helianthus). Die Fliege breitet sich gegenwärtig als Neozoon in Europa aus.

## Merkmale
Die Fliegen werden ca. 6 bis 8 Millimeter lang, mit einer Flügelspannweite von ca. 13 Millimeter. Kopf, Rumpf und Hinterleib der Tiere sind überwiegend gelb bis orangegelb gefärbt. Die Augen sind, dagegen stark kontrastierend, grün, seltener rot gefärbt. Am Rumpfabschnitt besitzen die Tiere dunklere Zeichnungselemente. Das Scutellum, der hintere, etwa dreieckige Tergit hinten am Rumpf, besitzt jederseits eine dunkle Makel oder einen Streifen. Das Metanotum trägt eine etwas verdunkelte Streifenzeichnung, außerdem ist der Ovipositor der Weibchen dunkler als der Körper. Die Seitenabschnitte des Rumpfs (Pleuren) sind hingegen kaum verdunkelt.
Wie charakteristisch für die Familie der Bohrfliegen, besitzen die Flügel eine dunkle Zeichnung auf der sonst glasklaren (hyalinen) Flügelfläche, deren Form charakteristisch für die Art ist. Sie besteht aus einem unregelmäßig gelappten Längsstreifen über die gesamte Flügellänge. Charakteristisch ist der vordere (apikale) Teil des Streifens, der aus einem dunklen Querband mit zwei nach außen reichenden Längsstreifen besteht, einem langen entlang der Vorderkante und einem kürzeren in der Flügelmitte, die zusammen die Form des Buchstabens „F“ ergeben. Diese F-Zeichnung ist normalerweise durch einen hyalinen Zwischenraum von dem basalen Flügelstreifen getrennt, kann aber gelegentlich mit ihm verschmelzen.
Die Larven erreichen eine Länge von sieben bis neun Millimetern und haben einen gelblichweiß gefärbten Körper. Es handelt sich um eine typische, wurmartige, zu beiden Enden hin etwas verschmälerte (spindelförmige) Fliegenmade ohne erkennbare Extremitäten und ohne abgesetzte, sklerotisierte Kopfkapsel, mit zwei ins Körperinnere zurückziehbaren schwarz gefärbten Mundhaken. Am ersten Thoraxsegment (Ringel) ist beiderseits je eine kommaförmige, dunkel sklerotisierte Stigmenplatte erkennbar, die eine unterschiedliche Anzahl kleiner Papillen trägt. Am Hinterende sitzt eine etwas dunkler gefärbte Stigmenplatte mit sechs schlitzförmigen Stigmen. Die Larven sind nicht anhand morphologischer Merkmale bis zur Art bestimmbar.

## Lebensweise und Lebenszyklus
Die Larven der Art (im weiteren Sinne) entwickeln sich als Pflanzenfresser an einigen Korbblütler-Arten. Als Wirtsarten werden angegeben: Arten von Sonnenblumen, nämlich (Gewöhnliche) Sonnenblume (Helianthus annuus), Topinambur (Helianthus tuberosus) inklusive der gelegentlich als Zierpflanze angebaute Hybride Helianthus × laetiflorus und die (in Europa selten kultivierte) Helianthus maximiliani Schrad. Weitere Wirtspflanzen sind Garten-Sonnenauge (Heliopsis helianthoides), sowie die in Amerika „snakeroot“ genannte Ageratina altissima, sowie Dreilappiges Traubenkraut Ambrosia trifida L. und möglicherweise weitere Ambrosia-Arten.
Die Art bildet nur eine Generation pro Jahr aus. Die Larven minieren im weichen Mark der Sprossachse (Stängel), in die das Weibchen mit seinem sklerotisierten Legebohrer (Ovipositor) etwa Mitte Juni die Eier versenkt hatte; bei Topinambur außerdem in den Wurzelknollen. In einem Stängel können dabei acht bis zehn, maximal bis zu dreißig Larven, jede in ihrer eigenen Mine, leben. Die drei Larvenstadien werden in etwa sechs Wochen Entwicklungszeit durchlaufen. Das fertige dritte Larvenstadium frisst ein Austrittsloch in die Stängelwandung und lässt sich zu Boden fallen, anschließend gräbt sie in der Erde oder Pflanzenstreu in etwa drei Zentimeter Tiefe eine kleine Höhlung aus, in der sie sich verpuppt. In Sonnenblumen existieren zwei verschiedene Ökotypen. Tiere aus den südlicheren Teilen des Verbreitungsgebiets überwintern als Larve und verpuppen sich erst im darauffolgenden Jahr, unmittelbar vor dem Schlupf. Nördlicher verbreitete Tiere verpuppen sich unmittelbar und überwintern als Puppe. Die Imagines schlüpfen aus der Puppenwiege im Boden, je nach Wetterbedingungen, Anfang bis Mitte Juni aus und sind bis Ende Juli anzutreffen. Die Flugzeit beträgt jeweils nur etwa vierzehn Tage.
Die erwachsenen (imaginalen) Fliegen sind gute Flieger und sehr flugaktiv. Männchen besetzen einzelne Wirtspflanzen, von denen sie kurze Patrouillenflüge auf der Suche nach Weibchen unternehmen, annähernde weitere Männchen werden attackiert und vertrieben. Bei schlechtem Wetter suchen sie geschützte Plätze auf und fliegen kaum. Gelegentlich sind die Imagines an Blüten zu beobachten, wo sie wohl auch Nahrung aufnehmen.

## Verbreitung
Die Sonnenblumenfruchtfliege lebt im westlichen Nordamerika, im Norden von Ontario im Osten bis Manitoba im Westen, bis im Süden von South Carolina im Osten bis Kansas im Westen. Die Art wurde als Neozoon aus Nordamerika nach Europa eingeschleppt und erstmals im Jahr 2010 in Berlin (Deutschland), in einem Zierbeet mit Sonnenblumen im Bezirk Treptow-Köpenick festgestellt. Sofort eingeleitete, intensivere Untersuchungen ergaben bereits für 2011 Nachweise für nahezu das gesamte Bundesland Brandenburg, überwiegend, in recht geringer Dichte, in landwirtschaftlich angebauten Sonnenblumen-Kulturen, während 2012 hier nur wenige Nachweise gelangen. Ein solcher Massenwechsel ist allerdings bei Insektenarten, je nach Wetterbedingungen, nicht ungewöhnlich. Aufgrund der extrem schnellen Verbreitung wird vermutet, dass die Art schon einige Zeit länger präsent war, aber vorher übersehen wurde. So wurden später weitere Funde aus Berlin schon in den Jahren 2009, dann auch 2008 bekannt. Eine weitere Ausbreitung der Art gilt als hoch wahrscheinlich. Die Sonnenblume ist in Brandenburg eine wirtschaftlich bedeutsame Anbaufrucht, mit 16.800 bis 18.200 Hektar (in den Jahren 2003 bis 2011) sind es etwa 60–70 % der deutschen Gesamtanbaufläche.

## Schadwirkung
Folge des Befalles der Sonnenblume (Helianthus annuus) durch die Sonnenblumenfruchtfliege ist eine verminderte Stabilität der Stängel.
Durch die Fraßtätigkeit der Larven kommt es später zu Faulungen an den Ausbohrlöchern und die Sonnenblumen sterben vorzeitig ab. Die Samen können nicht ausreifen, sind kleiner und die Lagerfähigkeit ist eingeschränkt. Es sind in Nordamerika bis zu 37 % der Sonnenblumenfelder betroffen. Je später der Befall erfolgt, umso besser kann sich die Sonnenblume entwickeln.
Die Art wurde auf die Warnliste der Pflanzenschutzorganisation für Europa und den Mittelmeerraum (European and Mediterranean Plant Protection Organization EPPO) aufgenommen. Damit soll europaweit auf den möglichen Befall aufmerksam gemacht und der Datenaustausch angeregt werden. Bisher liegen in Europa außer den deutschen Funden keine Nachweise der Art vor.

## Bekämpfung
Insektizide (Pflanzenschutzmittelverzeichnis) zur Bekämpfung der Sonnenblumenfruchtfliege sind in Deutschland zugelassen.
Die natürliche Bekämpfung ist schwierig und aufwändig. Die wichtigste Maßnahme ist die Vernichtung der Pflanzen, wobei diese nicht auf den Komposthaufen, sondern entweder in den Restmüll gebracht oder ggf. verbrannt werden sollen, damit die Larven nicht zur Verpuppung bzw. Überwinterung in den Boden gelangen können. Eine weitere Maßnahme ist eine wendende Bodenbearbeitung vor dem Schlupf der Fliegen, um das Schlüpfen bzw. Ausfliegen der Fliegen zu verhindern (da sie im Boden als Puppe überwintert).
Auch das Aufhängen von, teilweise zusätzlich beköderten Gelbtafeln in der Flugzeit der Insekten (Anfang Juni bis Juli) kann zu einer Verringerung der Populationsdichte führen, jedoch ist bei dieser Methode der Beifang von anderen Insekten recht groß. Außerdem ist mit Gelbtafeln nur eine Reduktion der Fliegen zu erreichen, aber keine ausreichende Bekämpfung. Seit 2014 sind auch Kairomonfallen aus Ungarn erhältlich.

## Taxonomie, verwandte Arten
Die Art wurde als Trypeta longipennis erstbeschrieben. Sie ist, unter dem synonymen Namen Strauzia inermis Robineau-Desvoidy, 1830 die Typusart der Gattung Strauzia. Diese wurde zu Ehren des französischen Forschers Hercule-Eugène Straus-Durckheim benannt. Warum der Gattungsname dabei anstelle eines s mit z geschrieben wurde, ist unbekannt, Schreibfehler dieser Art sind aber in wissenschaftlichen Namen nicht zu korrigieren, der Name ist so gültig beschrieben. Die Gattung Strauzia ist in ihrer Verbreitung auf Nordamerika beschränkt. Die Arten der Gattung sind untereinander und zu den Gattungen Euleia (mit der europäischen Euleia heraclei) und Myoleja sehr ähnlich und schwer bis zur Art bestimmbar.
Strauzia longipennis ist eine morphologisch und ökologisch variable Art, deren Abgrenzung bis heute wissenschaftlich umstritten ist. Im Gegensatz zu den meisten verwandten Arten, die jeweils nur eine Wirtsart als Nahrungspflanze akzeptieren, sind von der Art mehrere Wirtspflanzen bekannt. Die Formen, die auf jeder davon leben, sind teilweise anhand morphologischer Unterschiede gegeneinander differenzierbar. Diese Formen wurden, im Rang von Varietäten auch formal beschrieben, die nach morphologischer Ansprache zwar in typischen Fällen gegeneinander differenzierbar sind, aber im Merkmalsspektrum mehr oder weniger lückenlos ineinander übergehen können. Die meisten dieser Varietäten wurden später von anderen Bearbeitern in den Artrang erhoben, was aber nicht von allen akzeptiert wird. Die Art wird daher, bis heute, von unterschiedlichen Bearbeitern unterschiedlich umschrieben.
Genauere Untersuchungen, auch anhand genetischer Methoden haben gezeigt, dass diese Varietäten entweder als Wirtsrassen oder als, noch unvollkommen gegeneinander reproduktiv isolierte Arten im Entstehungsprozess aufgefasst werden können. Die im Mittleren Westen der USA sympatrisch vorkommenden Strauzia longipennis var. typica und Strauzia longipennis var. vittigera können beide an Sonnenblumen auftreten, beide sind an einem Färbungsmerkmal, der Ausdehnung von zwei dunklen Bändern auf dem Thorax, unterscheidbar, wobei aber immer intermediäre Übergangsformen existieren. Genetische Daten zeigten drei genetische Linien mit vermindertem Genfluss („Cluster“), wobei aber die Färbungsmerkmale der var. typica in allen dreien und der var. vittigera in zweien davon auftraten, diese waren aber anhand der präferierten Nahrungspflanzen und der Zeit des Auftretens voneinander unterscheidbar. Die Autoren kamen wegen des andauernden Genflusses, mit der Introgression von Merkmalen zwischen den Gruppen, zu dem Schluss, dass es noch nicht sinnvoll sei, sie als getrennte Arten aufzufassen.